# Vill så gärna tro
Vill så gärna tro är en svensk långfilm från 1971 i regi av Gunnar Höglund. Den handlar om en svensk flygvärdinna (Christina Schollin) som blir förälskad i svart amerikansk man (Johnny Nash). Filmen var Niclas Wahlgrens debut som skådespelare.
Filmen hade även ett soundtrack. På soundtracket medverkade bl a Johnny Nash, Janne Schaffer och Ola Brunkert. Dessutom medverkade reggaeartisten Bob Marley. Det var innan Bob Marleys internationella genombrott, och Bob Marley bodde under tiden som filmmusiken spelades in ca ett halvår i en villa i Nockeby i Bromma, Stockholm.